# Concepcion (Romblon)
Concepcion è una municipalità di quinta classe delle Filippine, situata nella Provincia di Romblon, nella regione di Mimaropa.
Venne fondata nel 1570 dai colonizzatori spagnoli sotto il comando di Martín de Goiti e Juan de Salcedo per ordine del Governatore generale delle Filippine dell'epoca, Miguel López de Legazpi. Il nome della nuova colonia fu dedicato alla Immacolata concezione. Durante il periodo della dominazione spagnola, la colonia fu legata amministrativamente alla municipalità di Banton, nella vicina isola omonima. 
Il 2 luglio 1907, con la colonizzazione delle Filippine da parte americana, Concepcion fu elevata allo status di municipalità e finì sotto il controllo amministrativo di Mindoro. 
Essa è costituita da 9 barangay che sono:
- Bachawan
- Calabasahan
- Dalajican
- Masadya
- Masudsud
- Poblacion
- Sampong
- San Pedro (Agbatang)
- San Vicente